# Králova Lhota (Boêmia do Sul)
Králova Lhota é uma comuna checa localizada na região da Boêmia do Sul, distrito de Písek.